# Guatemala nos Jogos Olímpicos de Verão de 1992
A Guatemala competiu nos Jogos Olímpicos de Verão de 1992 em Barcelona, Espanha.

## Resultados por Evento

### Pentatlo moderno
Competição Individual masculina:
- Sergio Werner Sánchez Gómez – 4860 pontos (→ 47º lugar)

### Natação
50 m livre masculino
- Andres Sedano
  1. Eliminatórias – 25.53 (→ não avançou, 60º lugar)

- Gustavo Bucaro
  1. Eliminatóriast ‐ 25.84 (→ não avançou, 63º lugar)

100 m livre masculino
- Gustavo Bucaro
  1. Eliminatórias – 54.74 (→ não avançou, 58º lugar)

- Horacio Torres Quintana
  1. Eliminatórias – 55.38 (→ não avançou, 61º lugar)

Revezamento 4x100 m livre masculino
- Andres Sedano, Roberto Bonilla, Helder Torres, e Gustavo Bucaro
  1. Eliminatórias – 3:42.53 (→ não avançou, 17º lugar)